# Wiener Neustädter Altar

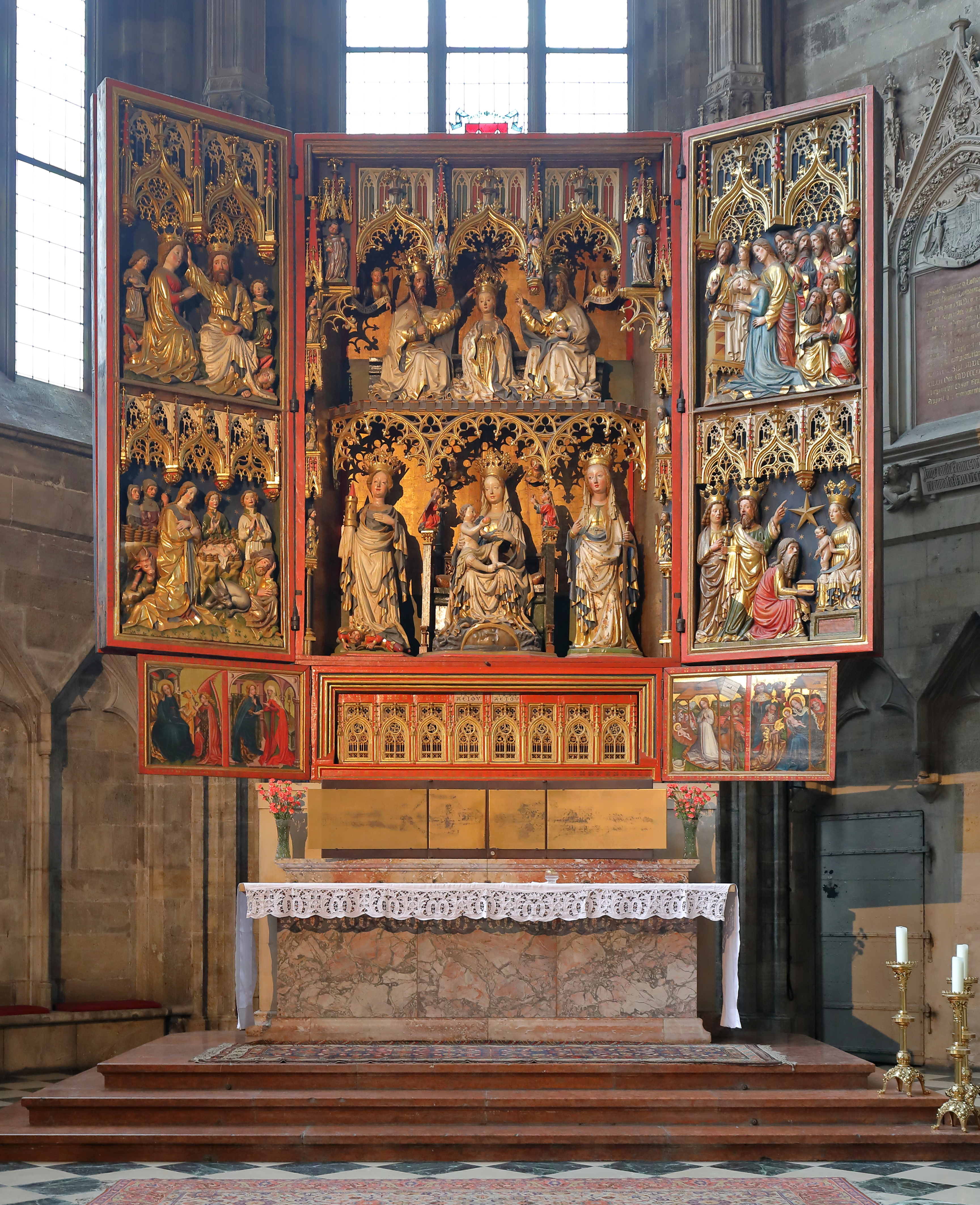
Festtagsseite des Wiener Neustädter Altars

Der Wiener Neustädter Altar in der Domkirche St. Stephan zu Wien, der auch „Friedrichsaltar“ genannt wird, ist ein Pentaptychon, ein Wandelaltar mit einem Hauptschrein, zwei beweglichen Außen- und zwei beweglichen Innenflügeln. Der Schrein ist mit Skulpturen versehen, die Vorderseiten der Innenflügel sind mit Reliefs, die übrigen Flügelseiten mit Gemälden geschmückt. Die Schnitzarbeiten sind teils farbig gefasst, teils vergoldet. Der Altar ist ein Marien- und ein Allerheiligenretabel.

## Geschichte

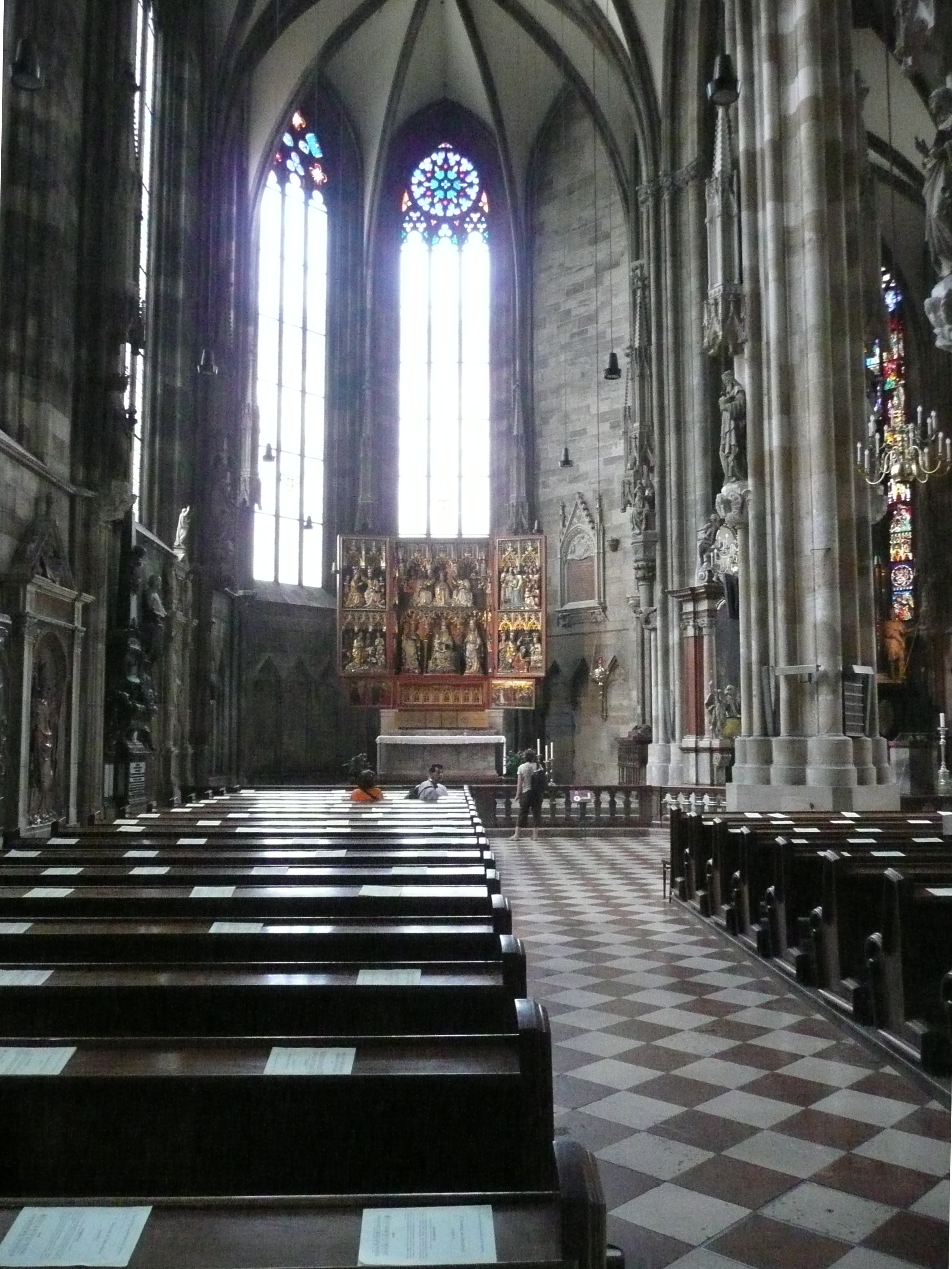
Der Wiener Neustädter Altar befindet sich im Frauenchor des Wiener Stephansdoms seit 1952

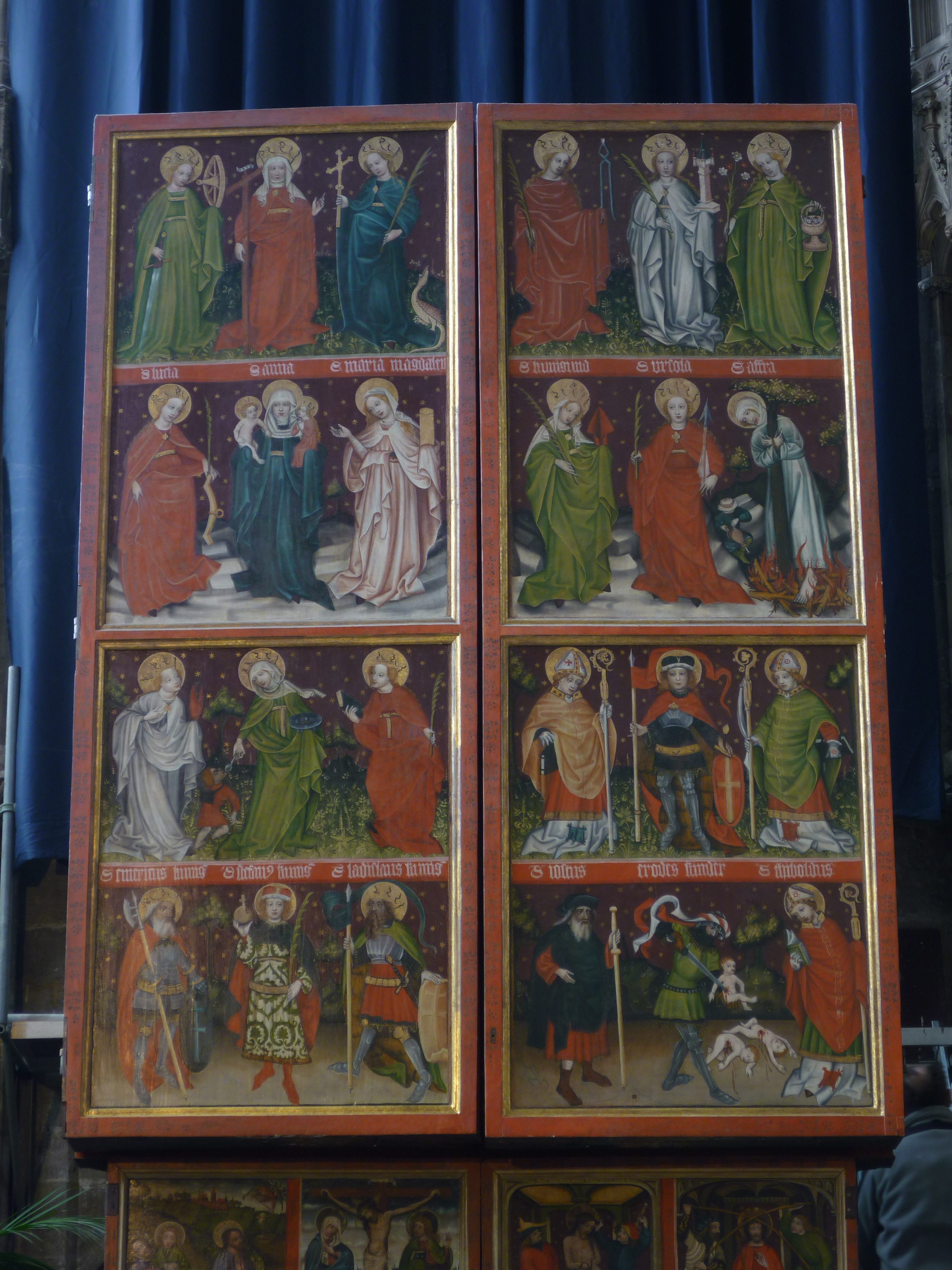
Die Werktagsseite vom Altar

Der Altar gilt als Stiftung von König Friedrich IV., dem späteren Kaiser Friedrich III., für die Kirche des Zisterzienserstifts Neukloster in Wiener Neustadt. Auf der Predella des Altars ist zweifach die Aufschrift 1447 A.E.I.O.U. angebracht. Mit der Datierung auf 1447 ist er der älteste Doppelflügelaltar, der in Österreich noch erhalten ist. A.E.I.O.U. ist ein habsburgischer Wahlspruch, den König Friedrich IV. als Signatur verwendete. Friedrich hatte seine Residenz in Wiener Neustadt und ist auch Stifter des Zisterzienserklosters. Die Forschung geht davon aus, dass das Retabel mit seiner Schreinarchitektur, den Skulpturen und Gemälden um 1447 in der Werkstatt des Friedrichsmeisters gefertigt wurde, die wohl in Wiener Neustadt zu lokalisieren ist.
Der Friedrichsaltar blieb bis ins 19. Jahrhundert an seinem ursprünglichen Aufstellungsort. Wegen wirtschaftlicher Schwierigkeiten wurde das Neukloster 1881 dem Stift Heiligenkreuz inkorporiert. Dessen Abt Heinrich Grünbeck entschloss sich zum Verkauf des Retabels an das Domkapitel von Sankt Stephan in Wien, um es vor dem Verfall zu retten. So kam der Altar 1884 in den Wiener Stephansdom, wo er nach einer Restaurierung 1885 zuerst im Apostelchor aufgestellt wurde. Nach dem Zweiten Weltkrieg war der Dom schwer beschädigt und der Wiener Neustädter Altar fungierte im Osten des Langhauses als Hochaltar. Im Jahre 1950 wurde er erneut restauriert und 1952 in den Frauenchor des Domes versetzt. Bei diesen beiden Renovierungen wurde aufgrund mangelhafter Kenntnisse der Originalzustand des Retabels verändert, das harmonische Aussehen erheblich beeinträchtigt. Die letzte Restaurierung dauerte von 1986 bis 2004, kostete 1.300.000 Euro und hatte zum Ziel, den Originalzustand wiederherzustellen.

## Beschreibung
Der Wandelaltar hat zwei bewegliche Außen- und zwei bewegliche Innenflügel, die einen Wechsel zwischen drei Schauseiten ermöglichen. Sowohl die Außenflügel als auch die Rückseiten der Innenflügel sind bemalt. Die Vorderseiten der Innenflügel und der Hauptschrein sind mit Schnitzwerk versehen. Die Schnitzfiguren des Retabels bestehen aus Lindenholz, die Architekturteile aus Fichtenholz. Die Höhe des Retabels einschließlich der Predella beträgt viereinhalb, die Breite bei geöffneten Flügeln etwa fünfeinhalb Meter. Damit ist es eines der größten gotischen Flügelretabel in Österreich. Ursprünglich hatte der Altar mit Mensa und Gesprenge eine Gesamthöhe von etwa zehn Metern. Das Gesprenge ist verloren gegangen, die Mensa steht noch in der Neuklosterkirche in Wiener Neustadt.
Grundlegendes Programm für die Ausgestaltung des Altares ist die Allerheiligenlitanei. Das wird vor allem an der Alltags- und der Sonntagsseite deutlich, wo auf 72 Plätzen mehr als 72 Heilige dargestellt werden. Die Litanei beginnt mit der Anrufung der Dreifaltigkeit und Mariens. Das Retabel, das der Heiligsten Dreifaltigkeit geweiht ist, zeigt auf der Festtagsseite Tod, Aufnahme Mariens in den Himmel durch Christus und neben der Krönung Mariens durch Gottvater eine trinitarische Marienkrönung.

### Geschlossene Schauseite (Alltagsseite)

#### Flügel

Schema der Alltagsseite

Die geschlossenen Flügel sind in acht rechteckige Tafeln unterteilt. Je Flügel sind es vier Tafeln im Querformat, die mit Darstellungen von Heiligen bemalt sind. Jede Tafel beherbergt eine Dreiergruppe. Auf der Alltagsseite dominieren die Farben, Vergoldungen kommen nur spärlich vor. Infrarotuntersuchungen der Flügelgemälde bei der letzten Restaurierung zeigten, dass die ursprünglich in schwarzer Schrift angegebenen Heiligennamen weiß übermalt worden sind. Dabei wurden die Namen in der Gruppe der drei ungarischen Herrscher vertauscht. Von links nach rechts sind also nicht Emmerich, König Stephan I. und König Ladislaus I. dargestellt, sondern Ladislaus I., Emmerich und Stephan I., der auch an seinem Wappen erkennbar ist.
- Katharina, Helena, Margareta (17)
- Apollonia, Barbara, Dorothea (18)
- Lucia, Anna selbdritt, Maria Magdalena (19)
- Kunigunde, Ursula, Afra (20)
- Odilia, Elisabeth von Thüringen, Cäcilia (?) (21)
- Leodegar (?), Unbekannter Heiliger, Erhard von Regensburg (?) (22)
- Ladislaus I. (König von Ungarn), Emmerich (ungarischer Prinz), Stephan I. (König von Ungarn), (23)
- Jodok (Einsiedler und Pilger), Unschuldige Kinder, Theobald von Provins (Einsiedler) (24)

#### Predella
Die geschlossenen Flügel der Predella sind mit gemalten Szenen aus der Passion Christi geschmückt:
| - Christus am Ölberg (29) | - Kreuzigung Jesu (30) | - Geißelung Jesu (31) | - Dornenkrönung Jesu (32) |

### Schauseite mit geöffneten Außenflügeln (Sonntagsseite)

Schema der Sonntagsseite

Die Flügel sind in 16 rechteckige Tafeln gegliedert, die mit Gemälden von Aposteln und Heiligen in Dreiergruppen versehen sind. Mit den acht Tafeln der Alltagsseite sind es 24 Tafeln, also 72 Plätze für Heilige. Dass die Zahl der Plätze nicht mit der Zahl der Heiligen übereinstimmt, liegt an drei Ausnahmen. Im Feld 15 besteht die Gruppe aus vier Heiligen, mit Anna selbdritt im Feld 19 gibt es eine Fünfergruppe und die unschuldigen Kinder im Feld 24 lassen eine zahlenmäßige Festlegung gar nicht zu. Durch Infrarotaufnahmen konnten viele Heilige sicher identifiziert werden, unter anderen Heinrich II. und Sigismund von Burgund. Einige muss man immer noch mit Fragezeichen versehen, andere sind gänzlich unbekannt geblieben. Abgesehen von einer Ausnahme gibt es Probleme mit der Identifizierung nur in der dritten Reihe von oben, also bei den Tafeln 9 bis 12, 21 und 22, da es in diesem Bereich keinerlei Namensinschriften gibt.
| - Petrus, Andreas, Paulus (1) - Johannes Evangelist, Johannes der Täufer, Clemens von Rom (?) (2) - Jakobus der Ältere, Bartholomäus, Judas Thaddäus (3) - Sebastian, Georg, Veit (4) - Florian, Wenzel, Koloman (5) - Oswald, Kaiser Heinrich II., Ludwig IX. von Frankreich (6) - Christophorus, Karl der Große, Sigismund von Burgund (7) - Rupert, Urban I., Blasius (8) | - Erasmus, Sixtus II. (?), Ulrich (9) - Unbekannter Heiliger, Nikolaus, Unbekannter Heiliger (10) - Wolfgang, Martin, Unbekannter Heiliger (11) - Unbekannter Heiliger, Unbekannter Heiliger, Unbekannter Heiliger (12) - Fridolin, Erzengel Michael, Achatius (13) - Benedikt, Antonius, Bernhard von Clairvaux (14) - Mauritius, Stephan, Thomas, Matthias (15) - Leonhard, Sebaldus, Ägidius (16) |

### Schauseite mit geöffneten Innenflügeln (Festtagsseite)

#### Hauptschrein

Schema der Festtagsseite

Der Hauptschrein ist waagerecht geteilt. Im oberen Feld (I) wird die Krönung Mariens durch die Dreifaltigkeit thematisiert. In der Mitte des unteren Teils (II) sitzt Maria mit dem Jesuskind auf dem Schoß auf einem Thron, flankiert von zwei Engeln, die auf den Armlehnen knien. Marias Füße ruhen auf dem Halbmond, dessen versilbertes Gesicht dunkel oxydiert ist. Während über den anderen Szenen der Festtagsseite Kielbögen angebracht sind, befinden sich Maria und die beiden weiblichen Heiligen, die zu beiden Seiten des Throns stehen, unter mit Maßwerk verzierten Rundbögen. Unter den Füßen der linken Heiligen liegt ein mit einem Bogen bewaffneter gekrönter Mann. Bei der Restaurierung 1885 wurde die Heilige durch die Beigabe eines Turmes als Barbara gekennzeichnet. Zur gleichen Zeit erhielt die andere Heilige ein Schwert und wurde durch dieses Attribut zur Heiligen Katharina.
An beiden Seiten des Schreinrahmens sind je drei Apostelfiguren angebracht. Von oben nach unten sind links Johannes, Simon und Jakobus der Ältere, rechts Petrus, Paulus und Andreas zu sehen. In der Maßwerkzone über der Marienkrönung befinden sich vier Figuren. Von links nach rechts sind es die Statuen von Benedikt, von der Gottesmutter als Schmerzensmaria, von Christus als Schmerzensmann und von Bernhard von Clairvaux.

#### Flügel
Auf den geöffneten Innenflügeln sind Reliefs mit Motiven aus dem Leben von Maria und Jesus angeordnet:
| - Krönung Mariens durch Gottvater (A) - Geburt Christi (C) | - Tod Mariens und ihre Aufnahme in den Himmel durch Christus (B) - Anbetung der Könige (D) |

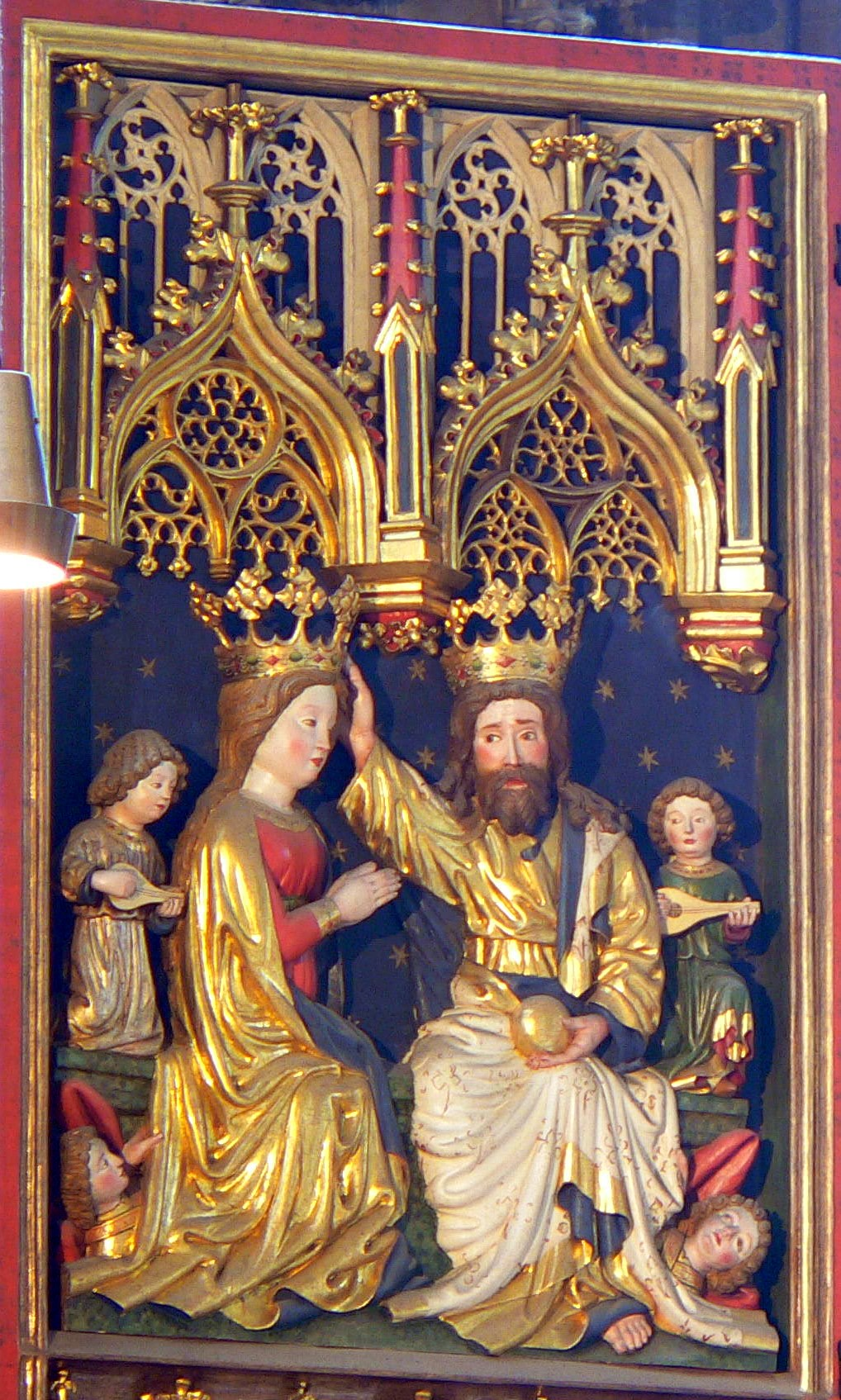
Linker Seitenflügel oben: Krönung Mariens durch Gottvater
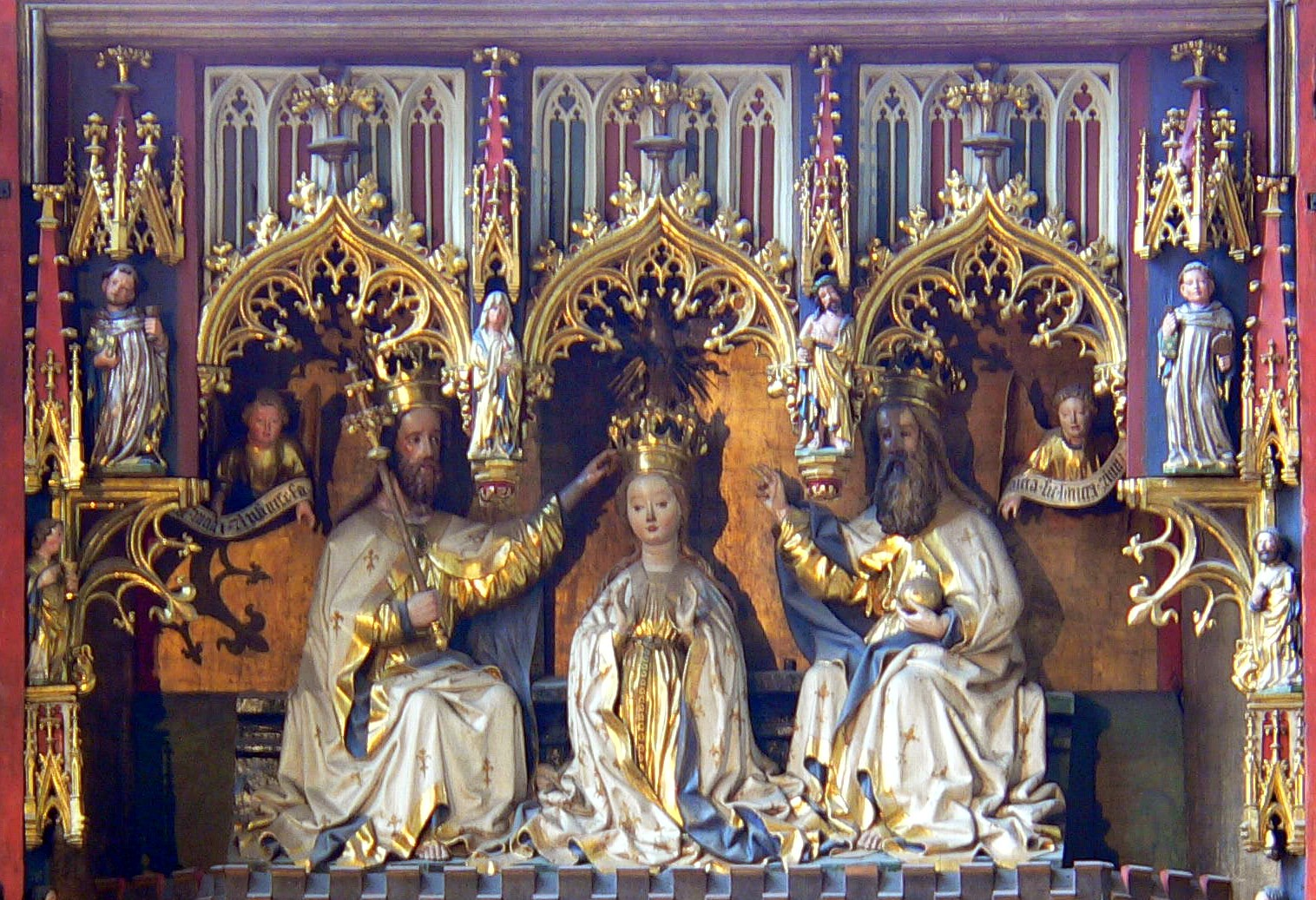
Hauptschrein oben: Krönung Mariens durch die Dreifaltigkeit
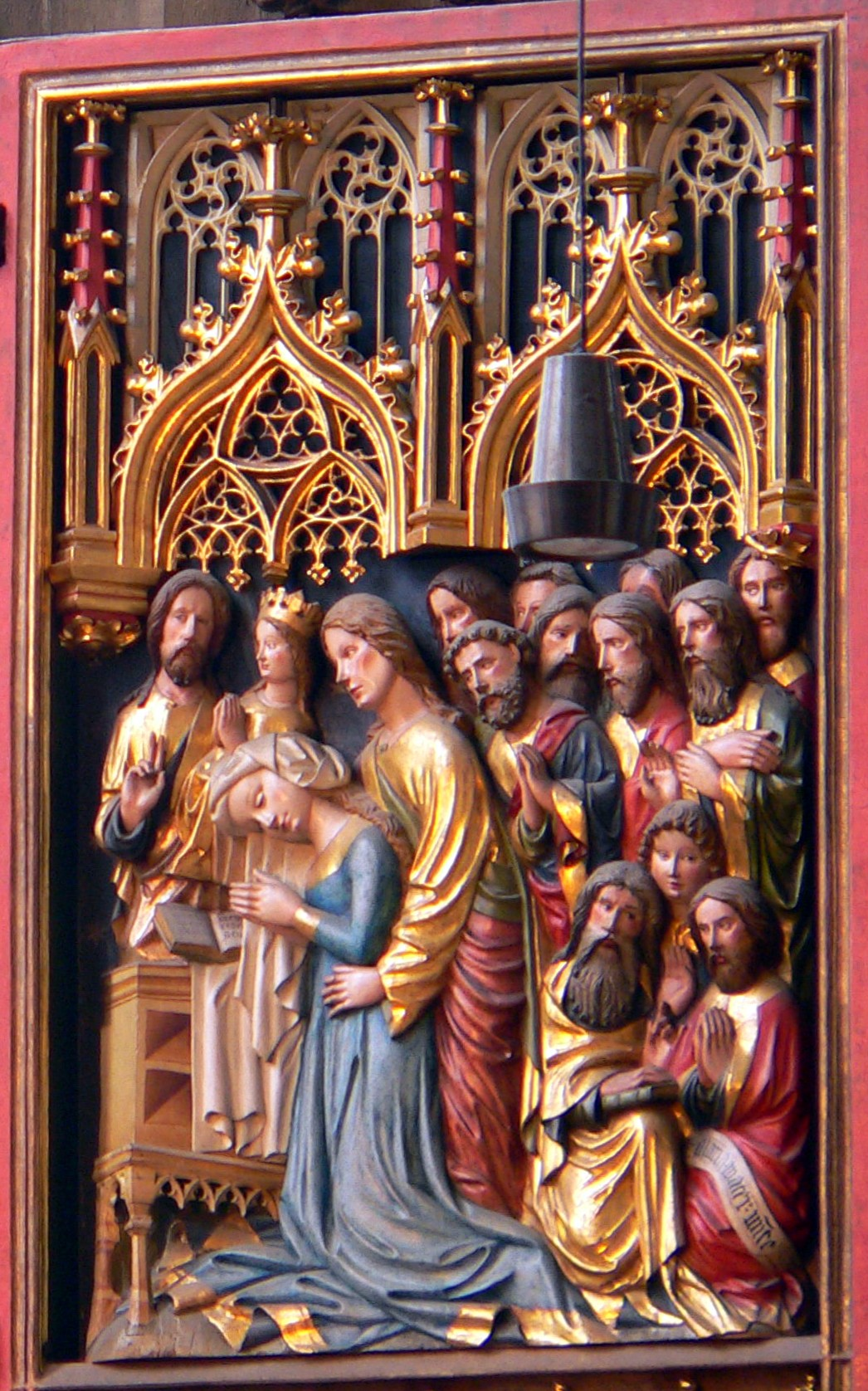
Rechter Seitenflügel oben: Tod Mariens
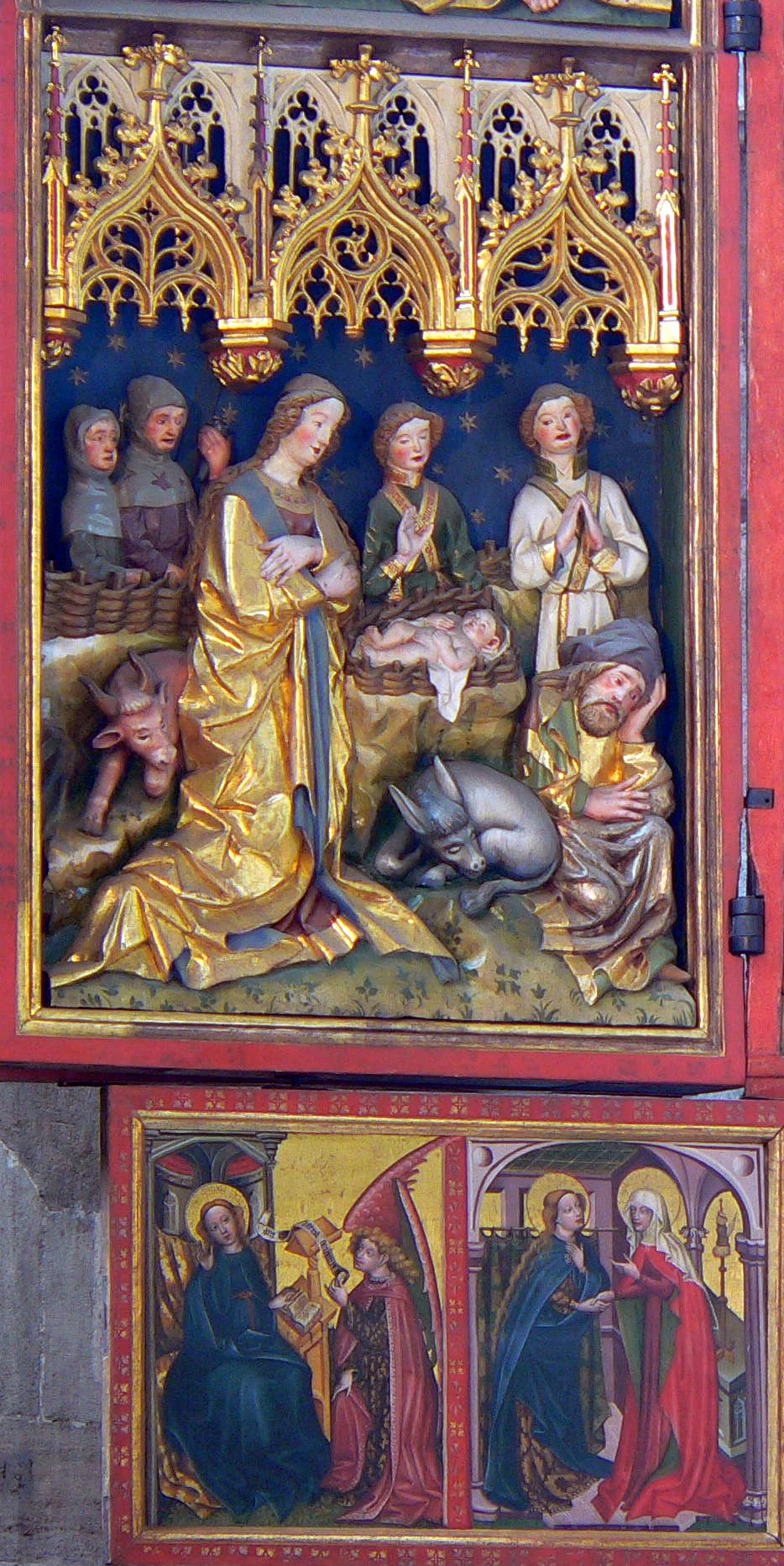
Linker Seitenflügel unten: Geburt Christi – Linker Predellenflügel: Mariä Verkündigung und Mariä Heimsuchung
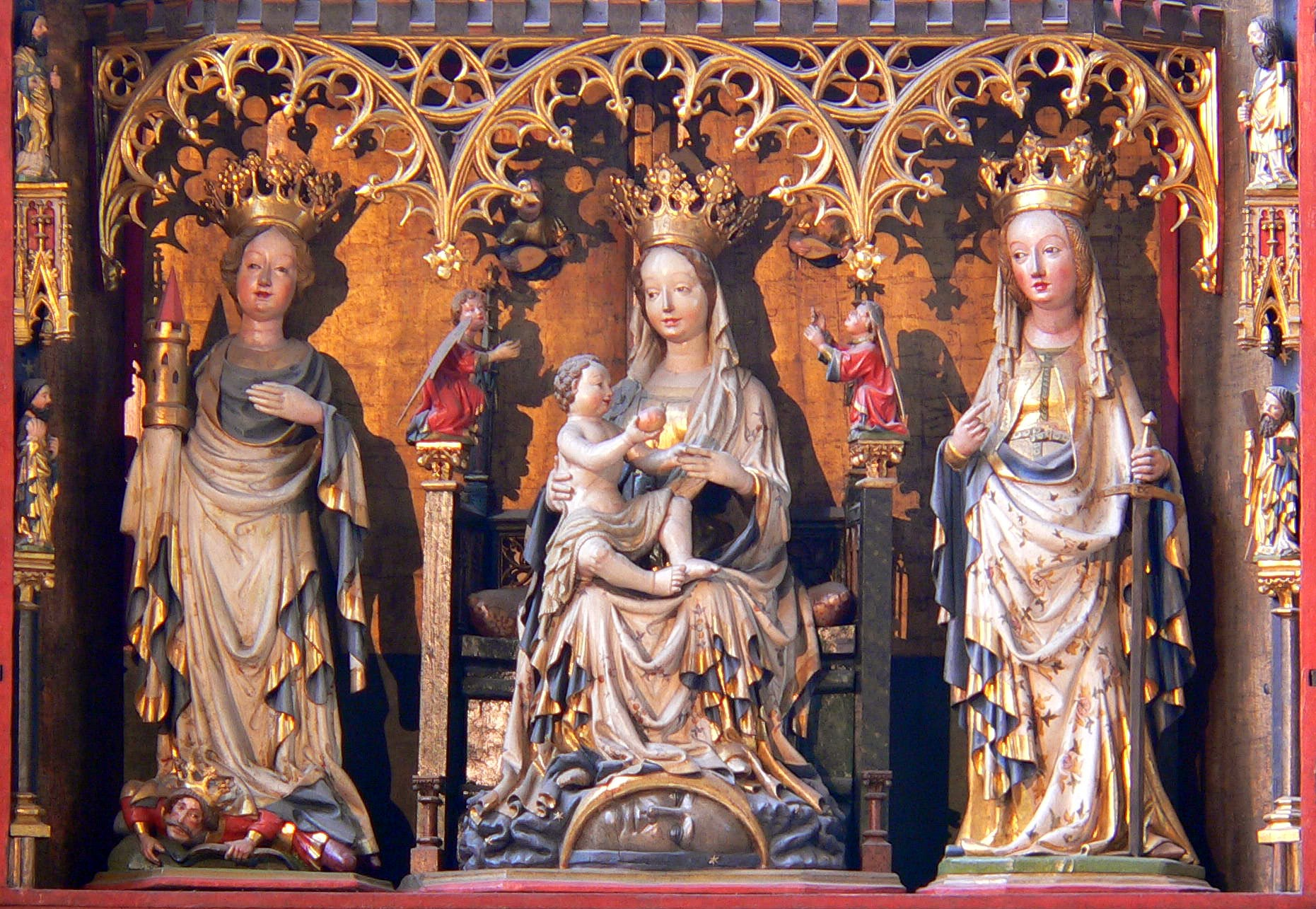
Hauptschrein unten: Hl. Barbara, Maria mit Kind, Hl. Katharina
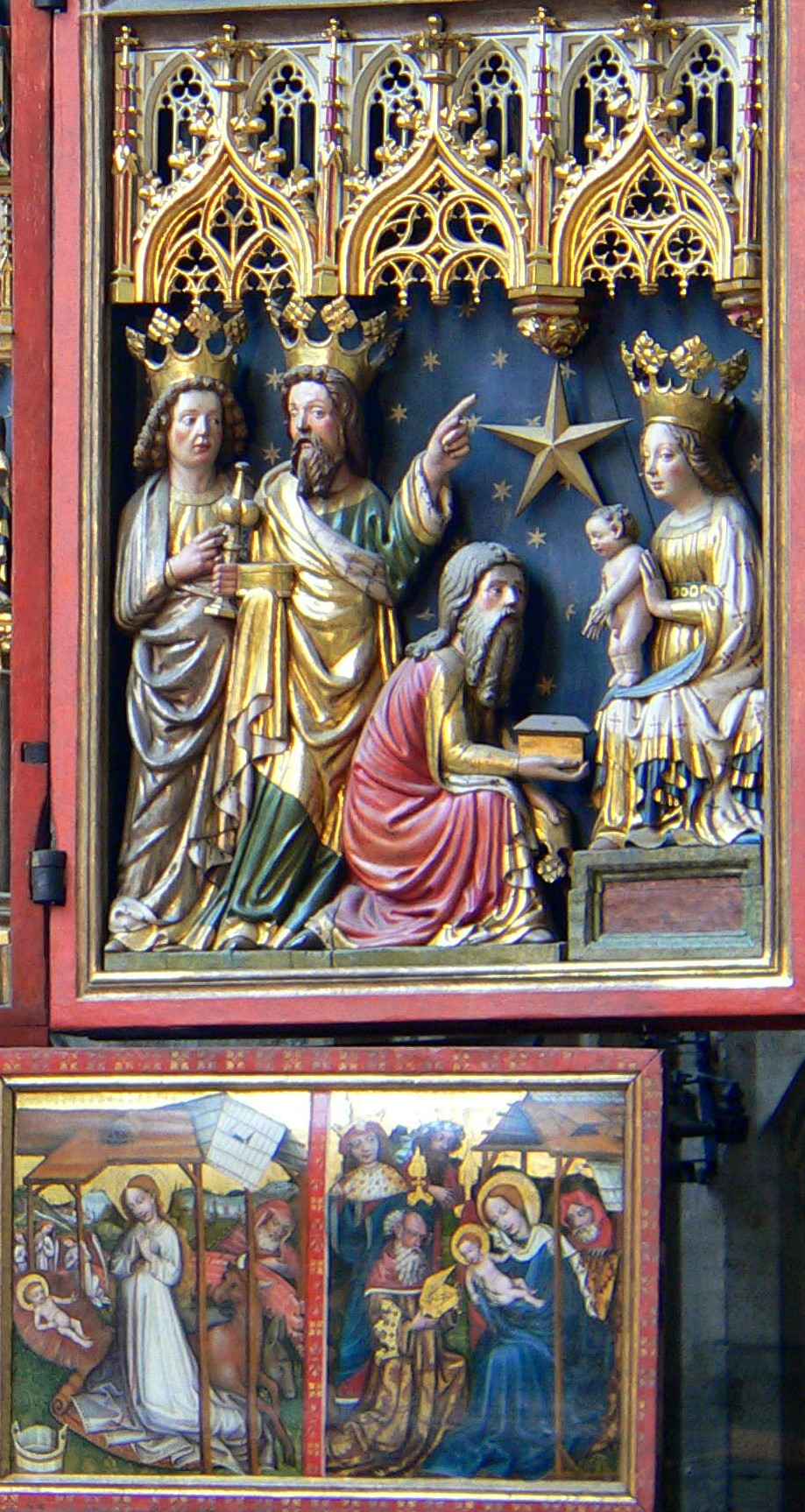
Rechter Seitenflügel unten: Anbetung der Könige – Rechter Predellenflügel: Geburt Christi und Anbetung der Könige

#### Predella
Nach Öffnung der Flügel ist der figurlose Schrein der Predella sichtbar. Er weist acht gotische, goldumrahmte Maßwerkfenster auf rotem Hintergrund auf, hinter denen Reliquien aufbewahrt wurden. Die Jahreszahl 1447 und der Schriftzug A.E.I.O.U. sind zweimal in schwarzer Schrift auf kleinen weißen Tafeln oben in der Mitte zu erkennen.
Die Flügel der geöffneten Predella zeigen ebenfalls Motive aus dem Leben von Maria und Jesus:
| - Verkündigung des Herrn (25) | - Mariä Heimsuchung (26) | - Christi Geburt (27) | - Anbetung der Könige (28) |